# Kim Jeong-ho

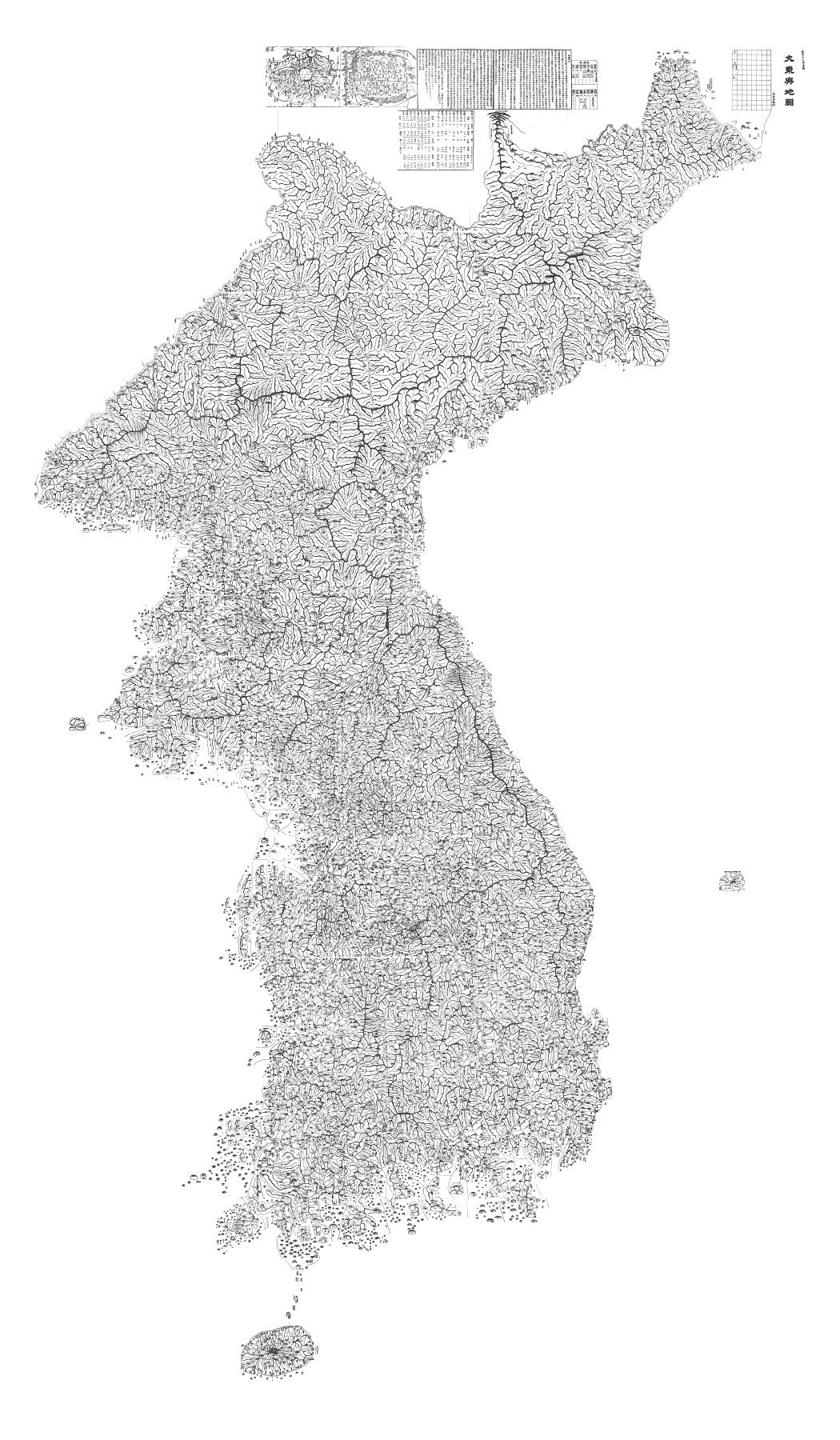
Le Daedong Yeojido (6,7 m x 3,3 m)

Kim Jeong-ho (김정호, 金正浩)  est un cartographe coréen du royaume de Joseon.
Il est surnommé Gosanja, l'homme de la vieille montagne.
Probablement né en 1804 et mort en 1866, il est célèbre  pour avoir réalisé les plus grandes et plus détaillés des cartes anciennes de la péninsule coréenne, le Cheonggudo en 1834 et le Daedong Yeojido en 1861. 

## Référence
1. ↑  Les Coréens dans l'histoire, « Gosanja Kim Jeong-ho, de grands rêves et de grandes réalisations », KBSworld, le 16 juillet 2010.